# بانو مارمالاد
بانو مارمالاد (انگلیسی: Lady Marmalade) ترانه‌ای از گروه موسیقی لابل محصول سال ۱۹۷۴ است. این ترانه در سال ۲۰۰۱ برای موسیقی فیلم مولن روژ! توسط کریستینا اگیلرا، پینک، مایا و لیل کیم بازخوانی شد و در صدر جدول پرفروش‌ترین ترانه‌های ایالات متحده آمریکا قرار گرفت. ترانه دربارهٔ روسپیای به نام بانو مارمالاد در پاریس است.